# 静野与右衛門
静野 与右衛門（しずの よえもん、生没年不詳）は、江戸時代前期の測量家、算術師。

## 経歴・人物
佐渡国雑太郡相川の人物。箱根用水を開いた友野与右衛門と同一人物視する考察もある
上田勘兵衛に和算・測量術を学ぶ。佐渡金山の振矩師を務める。佐渡奉行荻原重秀の下、元禄4年（1691年）から足掛け5年を掛け、相川の割間歩の地下水を海にながす総延長約1.1kmの南沢疏水坑道（南沢水貫間切）を完成させた。この工事の完成により金山は「元禄の大盛り」といわれる最盛期を迎えた。この排水坑道は平成元年（1989年）に閉山するまで排水路としての機能を果たした。
他に水力利用の鉱石粉砕法を考案した実績もある。 